# La Mentale
Pour plus de détails, voir Fiche technique et Distribution.
La Mentale est un film français réalisé par Manuel Boursinhac, sorti en 2002.

## Synopsis
Driss (Samuel Le Bihan) sort de 4 ans de prison. Il est décidé à se ranger et refaire sa vie avec Lise (Marie Guillard), mais son cousin Yanis (Samy Naceri), qui a pris de l'importance dans le monde du crime, le pousse à replonger pour un ultime braquage.

## Fiche technique
Sauf indication contraire, les informations mentionnées dans cette section peuvent être confirmées par la base de données cinématographiques IMDb,  présente dans la section « Liens externes ».
- Titre original : La Mentale
- Réalisation : Manuel Boursinhac
- Scénario et dialogues : Manuel Boursinhac et Bibi Naceri, d'après une idée originale de Bibi Naceri
- Musique : Thierry Robin
- Décors : Nikos Meletopoulos
- Costumes : Marlène Aouat et Claire Gerard-Hirne
- Photographie : Kevin Jewison
- Son : Guillaume Sciama, Cyril Holtz, Philippe Amouroux
- Montage : Hélène de Luze
- Production : Alain Goldman et Sook Yhun
  - Production associée : Catherine Morisse
- Sociétés de production[1] : Gaumont et Légende Films, en coproduction avec TF1 Films Production, avec la participation de Canal+ et Embellie Productions
- Sociétés de distribution[2] : Gaumont Buena Vista International (France) ; Les Films de l'Elysée (Belgique) ; Pathé Films AG (Suisse romande)
- Budget : 7,7 millions d’ €[3]
- Pays de production :  France
- Langue originale : français
- Format[4] : couleur - 35 mm - 1,85:1 (Panavision) - son Dolby Digital
- Genre : action, policier, thriller
- Durée : 116 minutes
- Dates de sortie[5] :
  - France, Suisse romande : 23 octobre 2002[6]
  - Belgique : 30 octobre 2002[7]
- Classification[8] :
  - France : interdit aux moins de 12 ans[9]
  - Belgique : interdit aux moins de 16 ans (KNT/ENA : Kinderen Niet Toegelaten  / Enfants Non Admis)[Note 1],[10]
  - Suisse romande : interdit aux moins de 16 ans[11]

## Distribution
- Samuel Le Bihan : Driss
- Samy Naceri : Yanis
- Clotilde Courau : Nina
- Marie Guillard : Lise
- Michel Duchaussoy : Fèche
- Philippe Nahon : Simon
- Francis Renaud : Niglo
- Lucien Jean-Baptiste : Foued
- Bibi Naceri : Rouquin
- David Saracino : Mel
- Adrien Saint-Joré : José
- Frédéric Pellegeay : Grib
- Jean-Pierre Lazzerini : Henry
- Stéphane Ferrara : Prosper
- Thierry Perkins-Lyautey : Marco
- Marc Samuel : Fakhi
- François Berléand : l'homme en contrat avec Yanis (non crédité)
- Alexander Koumpan : le Roumain
- Alain de Moyencourt (le patron chez Momo)
- Sacha Naceri : Samy
- Wanda Naceri : Wanda
- Christina Chansou : Nora
- Hassan Koubba : Himam

### Tournage
* Lieux de tournage : Paris, Epiais-Rhus, Aubergenville et Châlons-en-Champagne[réf. souhaitée]

## Distinctions

### Récompenses
- Bidets d'Or 2003 : Bidet d'Or de l'acteur pour Samy Naceri[12].

## Autour du film
- Samy Naceri et Francis Renaud ont précédemment joué dans le téléfilm Petit Ben en 1999, il a également joué avec son frère Bibi Naceri et François Berléand dans Féroce.